# Графан
Графан — гідрогенізований графен з хімічною формулою (CH)n.
Кристалічна структура графану, така сама як графену — двомірна гексагональна. При цьому атоми водню приєднані по обидві сторони від площини атомів вуглецю.
При температурі нижче за 4 °К графан має властивості ізолятора.
Вперше отриманий в лабораторії університету Манчестера інтернаціонально групою науковців в грудні 2008 року. Отриманий гідрогенізацією графена в атмосфері суміші аргону і атомарного водню під тиском 0,1 мБар.
В 2011 році групою науковців в журналі PNAS були опубліковані результати розрахунків енергетичних рівнів ізомерів графана. Виявилось, що один з ізомерів графану більш стійкий, ніж молекула бензола, яку до цього вважали найбільш стійкою сполукою в органічній хімії. Результати отримані з використанням програмного метода еволюційного моделювання USPEX.

## Отримання
Про його підготовку повідомлялося ще в 2009 році. Графан може бути утворений електролітичним гідруванням графену, малошарового графену або високоорієнтованого піролітичного графіту. В останньому випадку може використовуватися механічне відшарування гідрованих верхніх шарів.

## Структура
Перший теоретичний опис графану було зроблено в 2003 році. За допомогою методу кластерного розширення знайдено структуру, яка є найстабільнішою з усіх можливих співвідношень гідрування графену. У 2007 році дослідники виявили, що ця сполука є більш стабільною, ніж інші сполуки, що містять вуглець і водень, такі, як бензен, циклогексан і поліетилен.
Ця група назвала прогнозовану сполуку графаном, оскільки вона є повністю насиченою версією графену. Сполука є ізолятором. Хімічна функціоналізація графену воднем може бути придатним методом для відкриття забороненої зони в графені.
P-допований графан заявлений за розрахунками теорії БКШ як високотемпературний надпровідник з критичною температурою Tc вище 90 °K.
Будь-яке порушення конформації гідрування має тенденцію до зменшення константи ґратки приблизно на 2,0 %.